# Wojciech Jankowski (aviron)
Pour les articles homonymes, voir Wojciech Jankowski et Jankowski.
Wojciech Jankowski, né le 1er avril 1963 à Plock, est un rameur d'aviron polonais.

## Carrière
Wojciech Jankowski participe aux Jeux olympiques de 1992 à Barcelone et remporte la médaille de bronze avec le quatre barré polonais composé de Michal Cieslak, Maciej Lasicki, Jacek Streich et Tomasz Tomiak.